# Davalliaceae
Die Davalliaceae sind eine Pflanzenfamilie innerhalb der Klasse Echten Farne (Polypodiopsida).Die vier oder fünf Gattungen mit 35 bis 65 Arten gedeihen in der Paläotropis. 

## Merkmale
Es handelt sich um ausdauernde krautige Pflanzen. Die Rhizome sind lang kriechend. Sie haben eine Dictyostele, sind dorsiventral und tragen Schuppen. Alte Blätter fallen mitsamt ihren Blattbasen ab. Die Blattspreiten sind meist ein- bis vierfach gefiedert, selten ungeteilt. Sterile und fertile Blätter sind gleich gestaltet (monomorph). Die Nerven enden frei, verzweigen sich gabelig oder fiedrig.
Die Sori stehen an den Blattunterseiten, nahe dem Blattrand (inframarginal) oder deutlich vom Rand abgesetzt. Sie sind rund mit becher-, nieren- oder mondförmigen Indusien. Die Sporangien haben einen dreireihigen, langen Stiel. Der Anulus steht vertikal. Die Sporen sind ellipsoidisch, monolet (einfache Narbe), gelb bis braun.
Der Gametophyt ist grün und herzförmig.
Die Chromosomengrundzahl beträgt x = 40.

## Ökologie
Die meisten Arten der Familie Davalliaceae wachsen epiphytisch, seltener lithophytisch.

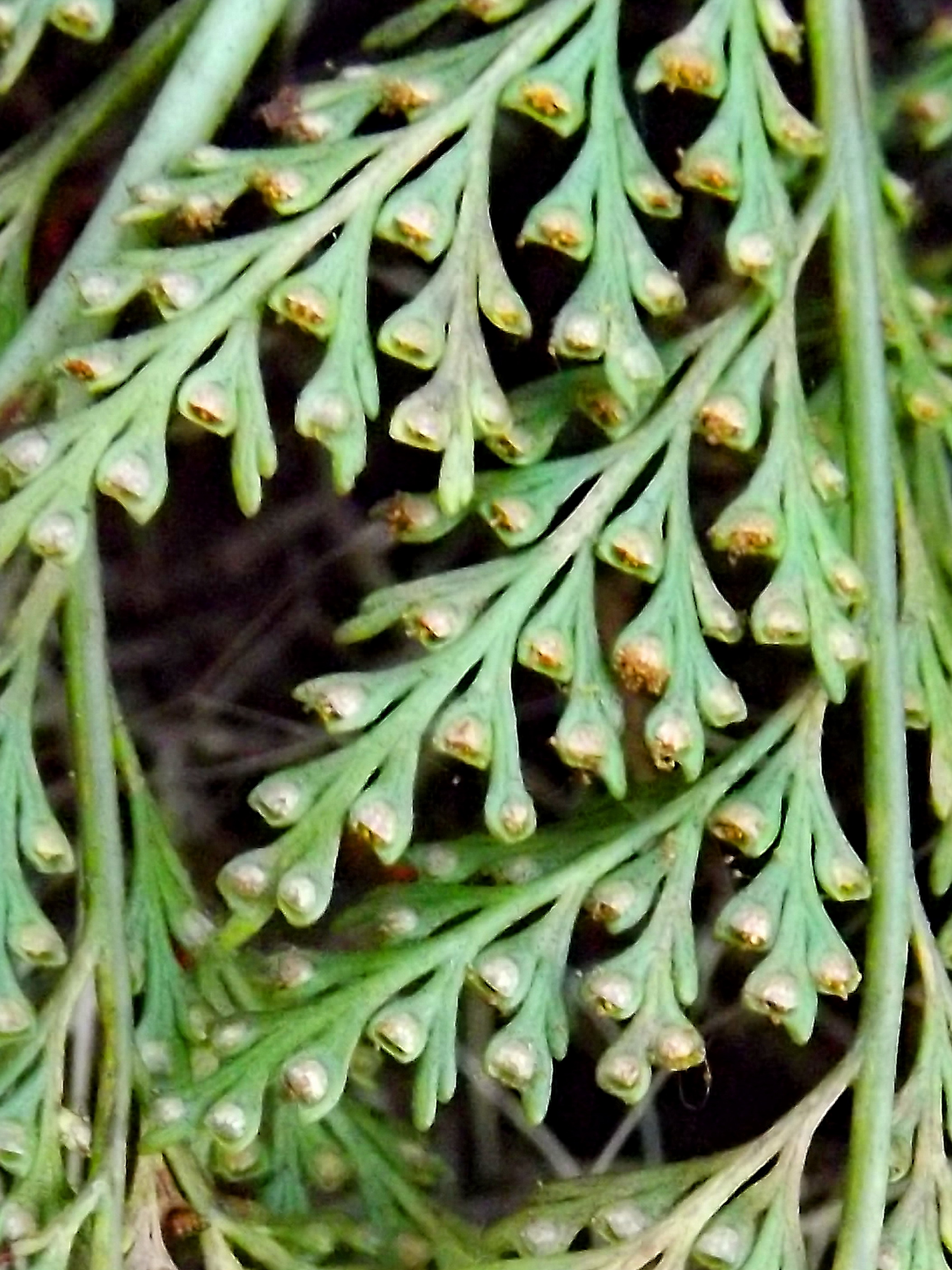
Kanarischer Hasenpfotenfarn (Davallia canariensis)

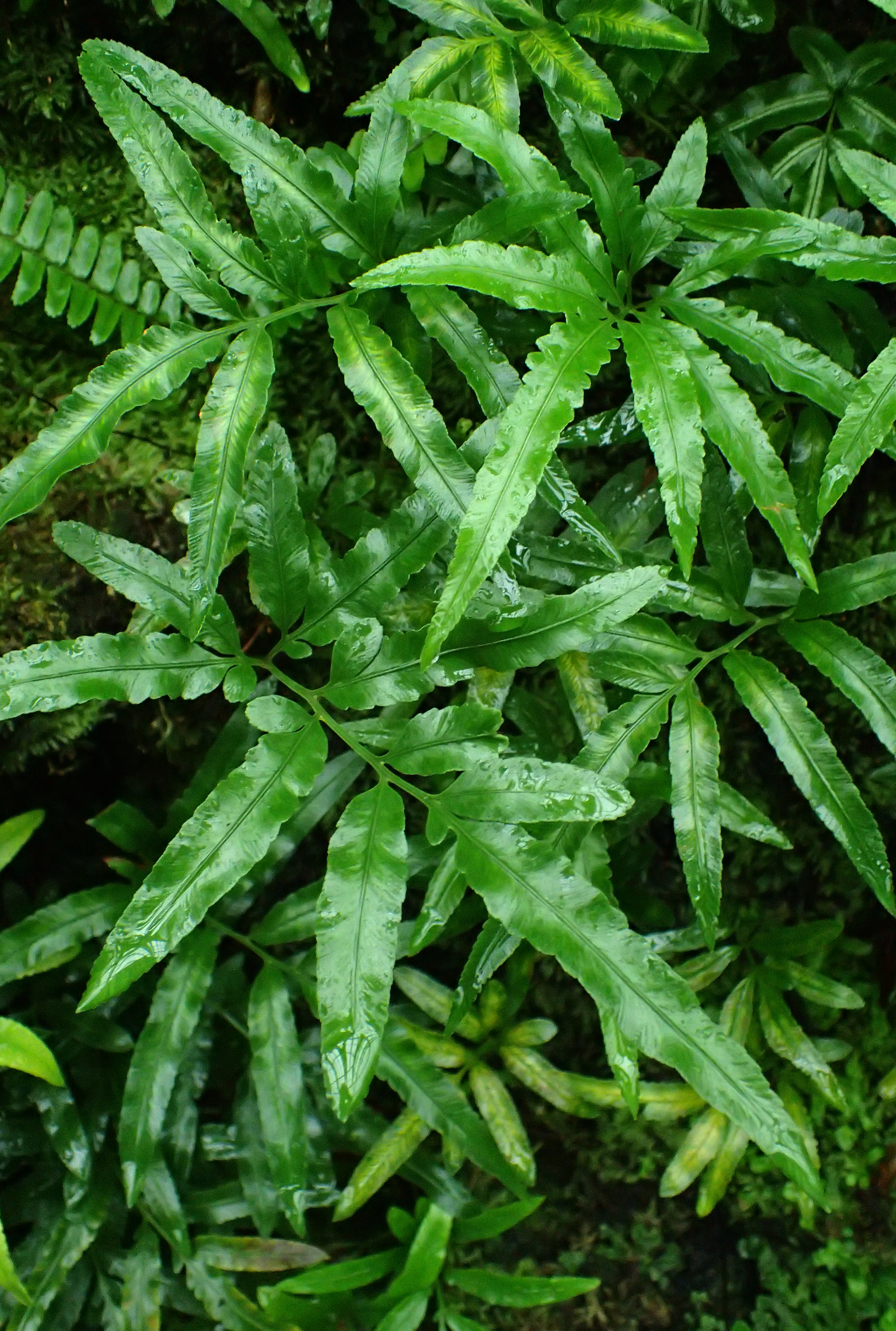
Davallia pentaphylla

## Systematik und Verbreitung
Die Familie Davalliaceae wurde durch Moritz Richard Schomburgk aufgestellt.
Die Familie Davalliaceae ist im hier angegebenen Umfang wahrscheinlich monophyletisch. Ihr Schwestertaxon sind die Polypodiaceae. Die Gattungsgrenzen von Araiostegia, Davallia und Pachypleuria gegeneinander sind schlecht definiert, alle dürften im jetzigen Umfang para- oder polyphyletisch sein.
Die Arten der Familie Davalliaceae sind hauptsächlich vom subtropischen bis tropischen Asien verbreitet. Wenige Arten reichen bis  Afrika, eine Art kommt im nordwestlichen Afrika, in Südwesteuropa sowie Makaronesien vor. In China gibt es vier Gattungen mit etwa 17 Arten, drei davon nur dort.
Die Familie Davalliaceae umfasst vier oder fünf Gattungen mit insgesamt 35 bis 65 Arten. Nach neueren Erkenntnissen werden alle besser in eine einzige Gattung Davallia gestellt.
- Araiostegia Copel. (Syn.: Araiostegiella M.Kato & Tsutsumi): Die etwa zehn Arten sind von Indien über Myanmar bis China verbreitet. Das südwestliche China ist das Zentrum der Artenvielfalt. In gibt es etwa vier Arten, eine davon nur dort.[1]
- Hasenpfotenfarne (Davallia Sm., Syn.: Humata Cav., Parasorus Alderw., Scyphularia Fée): Die etwa 40 Arten sind von Inseln im Atlantischen Ozeans über Afrika und Südasien bis Malaysia, Japan, nordöstlichen Australien und Pazifischen Inseln weitverbreitet. In China gibt es sechs Arten, eine davon nur dort.[1] Zu dieser Gattung gehört auch: 
  - Kanarischer Hasenpfotenfarn (Davallia canariensis (L.) Sm.): Er kommt in Makaronesien, Westspanien und in Portugal vor. Er ist die einzige in Europa vorkommende Art dieser Familie.
- Davallodes (Copel.) Copel.: Die etwa zwei Arten kommen in Malesien vor.
- Humata Cav. (Pachypleuria (C.Presl) C.Presl): Die etwa 50 Arten sind hauptsächlich von Südostasien bis Polynesien verbreitet. In China gibt es vier Arten.[1]
- Paradavallodes Ching: Die etwa drei Arten kommen im westlichen bis südwestlichen China, im nördlichen Indien, in Nepal, Myanmar sowie im nördlichen Vietnam vor. Alle drei Arten gibt es in China, eine davon nur dort.[1]